# Cosa fatta capo ha
Cosa fatta capo ha ("una cosa fatta non può essere disfatta" e ha comunque un suo effetto, il "capo", l'inizio di nuovi avvenimenti) è un'espressione proverbiale che mette in evidenza come un'azione ormai compiuta non possa esser mutata da discussioni e temporeggiamenti che non possono cambiare una decisione che, buona o cattiva, è stata messa in atto.
Nell'uso corrente, a dire il vero, il significato dell'espressione non è univoco, come testimoniato anche dall'incertezza di dizionari e repertori di fraseologia: prevale il significato di "Quel che è fatto, è fatto", che però non sembra essere quello originario.
Il Vocabolario degli Accademici della Crusca mette in relazione il proverbio con la sentenza latina Factum infectum fieri nequit, derivata da Plauto.

## Origini

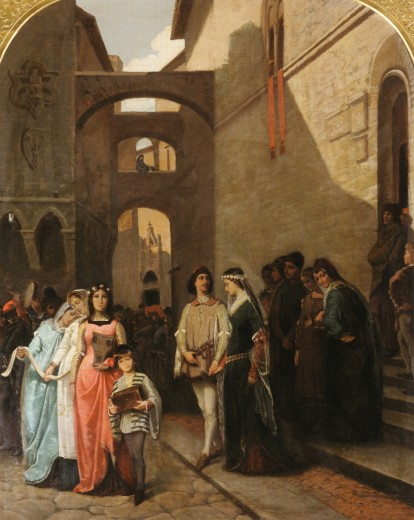
Francesco Saverio Altamura, Matrimonio medievale: le nozze di Buondelmonte

La storica frase risale all'episodio dell'offesa fatta da un personaggio storico fiorentino del primo Duecento Buondelmonte de' Buondelmonti alla famiglia degli Amidei. Buondelmonte per riparare a una zuffa avvenuta con gli Amidei aveva promesso di sposare una ragazza della loro famiglia, ma poi ruppe il fidanzamento, perché si era nel frattempo innamorato di una donna di casa Donati. Il mancato matrimonio fu visto come una terribile offesa dagli Amidei, i quali giurarono di vendicarsi.
Gli Amidei tennero consiglio sul da farsi, «e benché alcuni discorressero i mali che da quella cosa dovessero seguire, il Mosca Lamberti disse, che chi pensava assai cose, non ne concludeva mai alcuna, dicendo quella trita e nota sentenza: Cosa fatta, capo ha»  nel senso che una risoluzione, per quanto drastica, era sempre meglio di una paralizzante immobilità nell'indecisione.
L'avvenimento è ricordato da Dante Alighieri, che giudica severamente Mosca Lamberti, accusandolo di aver dato l'avvio alla vendetta degli Amidei, che causò tra i cittadini partigiani dei Buondelmonti e quelli sostenitori degli Amidei una divisione dalla quale si sviluppò quella tra Guelfi e ghibellini:
che disse, lasso!, 'Capo ha cosa fatta',

che fu mal seme per la gente tosca".
E io li aggiunsi: "E morte di tua schiatta";

per ch'elli, accumulando duol con duolo,

sen gìo come persona trista e matta.»
(Dante Alighieri, Inferno, Canto XXVIII, vv. 106-111)
Giovanni Villani racconta quasi benevolmente le vicende relative all'uccisione di Buondelmonte, ritraendolo come «molto leggiadro e bello cavaliere» spinto dall'amore a sposare un'altra donna.